# Anastasia Tsilimpiou
Anastasia Tsilimpiou (en griego: Αναστασία Τσιλιμπίου; 12 de noviembre de 1997) es una actriz griega. Empezó su carrera a los cinco años como actriz modelo. 

## Biografía
Es de ascendencia griega y rumana.
Es multilingüe y puede hablar griego, inglés y turco.

## Carrera
Tsilimpiou se hizo conocida en Grecia después de su participación en la serie televisiva griega Gia lata kardia enos angelou (Για την καρδία ενός αγγέλου) del 2007 y del suceso televisivo To Nisi. Interpretó a una niña ciega en teatro. 
Tsilimpiou hizo su gran debut en la serie televisiva turca Muhteşem Yüzyıl: Kösem (Kosem, la sultana).

## Filmografía
| Series de televisión | Series de televisión         | Series de televisión                   | Series de televisión             |
| Año                  | Título                       | Rol                                    | Nota                             |
| -------------------- | ---------------------------- | -------------------------------------- | -------------------------------- |
| 2006–2007            | Gia Lata Kardia Enos Angelou |                                        | Actriz principal                 |
| 2009                 | 40 Kymata (40 κύματα)        |                                        | Actriz secundaria                |
| 2010                 | A Nisi                       | Young Mary Petraki                     | Episodios 1-8                    |
| 2010                 | O Polemos Tonelada Astron    | Episodio: "Pos Na Rikseis Enan Toxoti" |                                  |
| 2015                 | Muhteşem Yüzyıl: Kösem       | Anastasia                              | Actriz principal (Episodios 1-6) |
| 2016                 | Seguir el viento             |                                        | Corto                            |

| Teatro    | Teatro                    | Teatro     |
| Año       | Título                    | Rol        |
| --------- | ------------------------- | ---------- |
| 2009–2011 | A thávma tis Anny Sálivan | Elen Keler |
| 2016      | Dionisiaki Nixta          |            |

| Videos de música | Videos de música                               | Videos de música |
| Año              | Título                                         | Nota             |
| ---------------- | ---------------------------------------------- | ---------------- |
| 2016             | Nicole Saravakou - Einai Taksidi               |                  |
| 2016             | TOQUEL - Ta Pio Diskola Vradia ft. Natasha Kay |                  |